# Iranischer Fußball-Supercup
Der Iranische Fußball-Supercup war ein iranischer Fußballwettbewerb, in dem zu Beginn einer Saison der iranische Meister und der iranische Pokalsieger der abgelaufenen Saison in einem einzigen Spiel aufeinandertreffen. Sollte nach der regulären Spielzeit kein Sieger feststehen, gibt es keine Verlängerung und ein Elfmeterschießen entscheidet.
Der Wettbewerb wurde das erste Mal im Jahr 2005 ausgetragen. Die nächste Austragung war für den 10. August 2007 zwischen dem Meister Saipa Teheran und dem Pokalsieger Sepahan Isfahan geplant, wurde jedoch abgesagt. Im zweiten Anlauf sollte 2008 ein Spiel zwischen dem Meister Persepolis Teheran und dem Pokalsieger Esteghlal Teheran stattfinden, welches jedoch erneut abgesagt wurde.
2016 übernahm Mehdi Taj die Führung des iranischen Fußballverbands und reaktivierte den Wettbewerb wieder.

## Die Endspiele im Überblick
| Jahr      | Spielort         | Meister                | Ergebnis         | Pokalsieger       |
| --------- | ---------------- | ---------------------- | ---------------- | ----------------- |
| 2005      | Teheran          | Foolad Ahvaz           | 0:4              | Saba Battery Qom  |
| 2006–2015 | keine Austragung | keine Austragung       | keine Austragung | keine Austragung  |
| 2016      | Isfahan          | Esteghlal Khuzestan FC | 2:4              | Zob Ahan Isfahan  |
| 2017      | Teheran          | Persepolis Teheran     | 3:0              | Naft Teheran      |
| 2018      | Teheran          | Persepolis Teheran     | 3:0              | Esteghlal Teheran |